# Lubeník
Lubeník (allemand : Libnick,  hongrois : Lubény) est un village de Slovaquie situé dans la région de Banská Bystrica.

## Histoire
La première mention écrite du village date de 1427.

## Démographie

### Évolution de la population
| Année:               | 1994. | 2004.   | 2014.  | 2024.   |
| -------------------- | ----- | ------- | ------ | ------- |
| Nombre de personnes: | 1244  | 1280    | 1312   | 1254    |
| Différence:          |       | +2,89 % | +2,5 % | -4,42 % |

| Année:               | 2023. | 2024.   |
| -------------------- | ----- | ------- |
| Nombre de personnes: | 1265  | 1254    |
| Différence:          |       | -0,86 % |